# Soulaire-et-Bourg
Soulaire-et-Bourg település Franciaországban, Maine-et-Loire megyében. Lakosainak száma 1477 fő (2022. január 1.). Soulaire-et-Bourg Briollay, Cantenay-Épinard, Cheffes, Écouflant, Écuillé és Feneu községekkel határos.

## Népesség
A település népessége az elmúlt években az alábbi módon változott:
| Lakosok száma | 746  | 1046 | 1063 | 1346 | 1461 | 1480 | 1495 | 1492 | 1491 | 1477 |
|               | 1968 | 1982 | 1990 | 2006 | 2013 | 2015 | 2017 | 2019 | 2020 | 2022 |